# Sabouraud-Dextrose-Agar

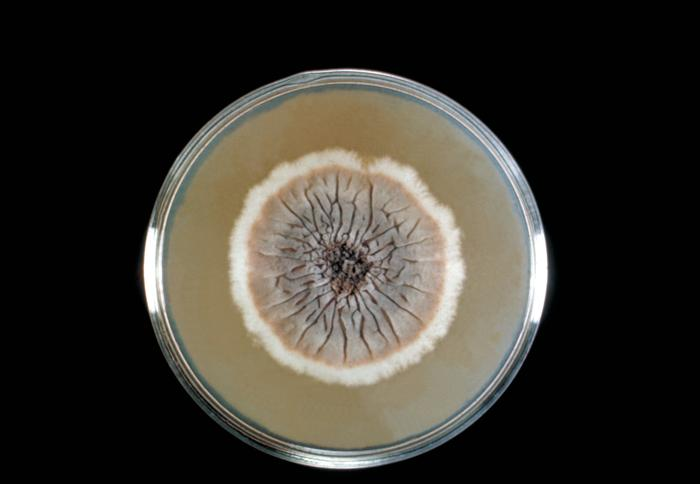
Sporothrix schenckii auf einem Sabouraud-Agar

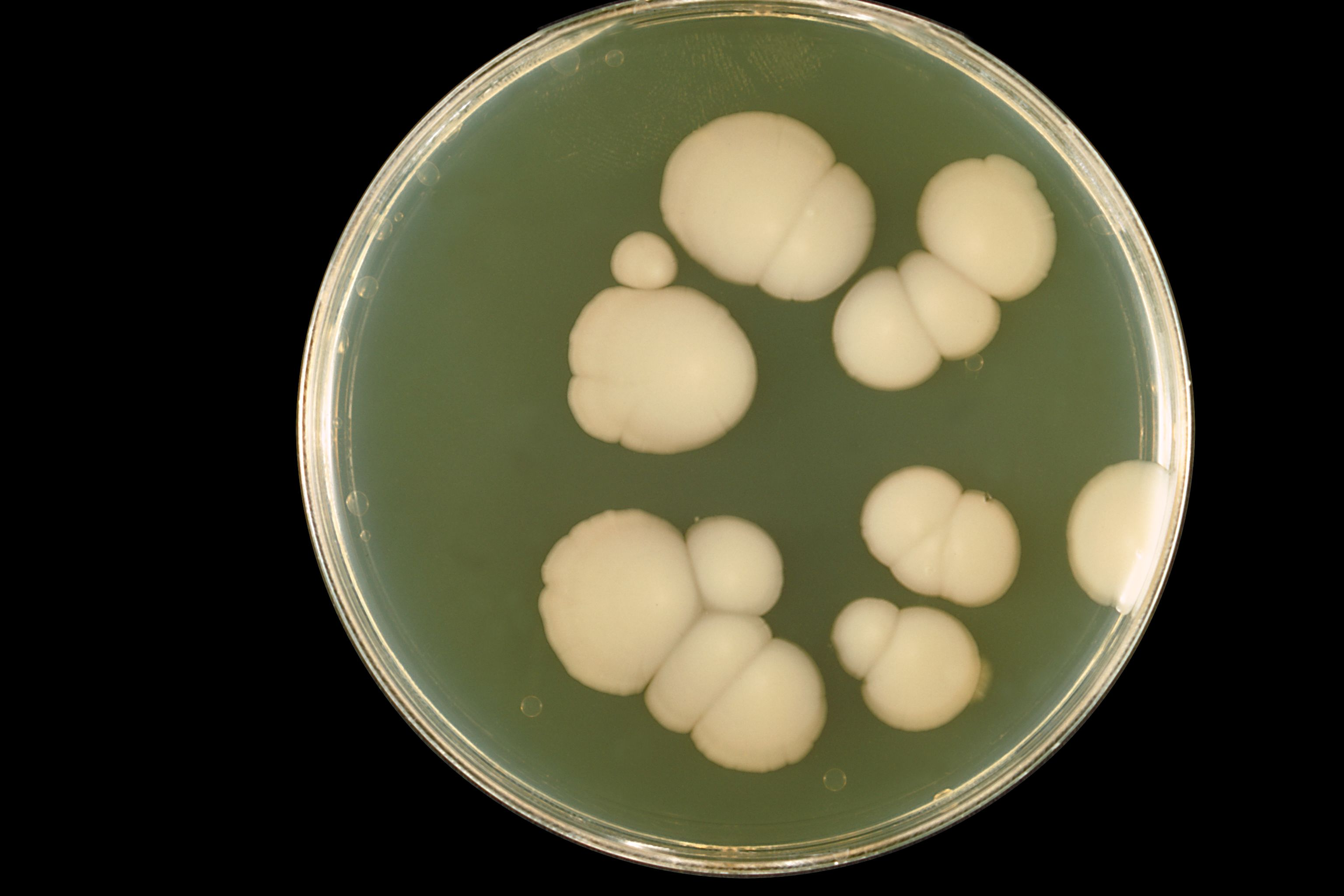
Candida albicans auf Sabouraud-Agar

Der Sabouraud-Dextrose-Agar (Sabouraud-Glucose-Agar oder nur Sabouraud-Agar, SAB) ist ein häufig verwendetes festes Nährmedium zur Anzucht von Schimmelpilzen, Dermatophyten und Hefen (zum Beispiel Candida spp.) in mikrobiologischen Proben. Der Nährboden ist nach seinem Erfinder, dem französischen Bakteriologen Raymond Sabouraud, benannt.

## Wirkungsweise
Neben bis zu 2 % Agar zur Verfestigung des Mediums und 1–2 % Pepton als Nährstoff, enthält der Sabouraud-Agar 4 % Glucose. Der hohe Gehalt an Glucose (= Dextrose) fördert das Wachstum dieser Mikroorganismen, während ein gleichzeitiges Wachstum von Bakterien durch einen sauren pH-Wert von 5,6 unterdrückt wird. Der Sabouraud-Agar gehört damit zu den selektiven Nährböden. Durch eine weitere Ansäuerung oder die Zugabe von Antibiotika wie Cycloheximid, Penicillin oder Streptomycin kann die selektive Wirkung weiter gesteigert werden.
Neben Sabouraud-Agar mit 4 % Glucose gibt es weitere Varianten, wie Sabouraud-2 %-Glucose-Agar. Dieser fördert durch seinen geringeren Glucosegehalt den Sekundärstoffwechsel der Pilze, so dass sie eher Pigmente bilden, die eine Identifizierung erleichtern. Weiterhin werden der Sabouraud-4 %-Maltose-Agar; ein Sabouraud-Agar, der gleichzeitig 1 % Glucose und 1 % Maltose enthält, sowie die Bouillon-Variante ohne Agar-Zusatz (mit 2 % Glucose) verwendet.

## Anwendung
Eine Veränderung des pH-Wertes auf extreme Werte wie pH 3,5 oder pH 10,0 dient zur Hemmung der bakteriellen Begleitflora. Das Einmischen von Säuren oder Laugen darf erst nach der Sterilisation im Autoklav erfolgen. Auch Antibiotikazusätze werden erst nach der Sterilisation dem noch flüssigen Nährmedium bei etwa 50 °C zugegeben. Unbeimpft ist das Nährmedium klar und gelblich. Der Sabouraud-Agar wird in der Regel zwei bis fünf Tage, bei manchen Dermatophyten bis zu drei Wochen bei 22 °C bebrütet. Für manche Spezies wird die Inkubation bei 35–37 °C empfohlen. Einige Schimmelpilze und Hefen zeigen bei 37 °C schon nach einem Tag identifizierbare Kolonien.
Sabouraud-4 %-Glucose-Agar und Sabouraud-4 %-Maltose-Agar entsprechen den Empfehlungen des Arzneibuchs der USA (United States Pharmacopeia) und des Europäischen Arzneibuchs (Pharmacopoea Europaea). Sabouraud-2 %-Glucose-Bouillon wird bei Antibiotika-Tests eingesetzt und entspricht dem Medium Nr. 13 nach Grove und Randall.

## Typische Zusammensetzung
Der Nährboden besteht meistens aus (Angaben in Gramm pro Liter):
- Pepton 10,0
- D-Glucose 40,0 (bzw. andere Konzentrationen oder andere Kohlenhydrate, die im Artikel erwähnt sind)
- Agar-Agar 15,0 bis 17,0